# Ilchester
Ilchester es una ciudad en el condado de Somerset (Inglaterra), situada a orillas del río Yeo. Su población en el año 2011 era de 2150 personas.

## Historia
Sus orígenes son romanos, de los cuales hay evidencias de su fin en el año 410 d. C.; posteriormente se convirtió en una ciudad de mercado. Durante la Edad Media fue un importante asentamiento. En 1645, durante la guerra civil inglesa fue escena de varios enfrentamientos entre las fuerzas leales a la corona y los parlamentarios, que se produjeron principalmente en los puentes sobre los ríos Parrett y Yeo. A partir de comienzos del siglo XVIII, declinó en población y tamaño, y los últimos mercados se desarrollaron en esta ciudad en 1833.